# Northland (Neuseeland)
Die Northland Region ist die nördlichste der siebzehn Verwaltungsregionen Neuseelands. Der Rat der Region, Northland Regional Council genannt, hat seinen Sitz in Whangārei.

## Geographie

### Geographische Lage

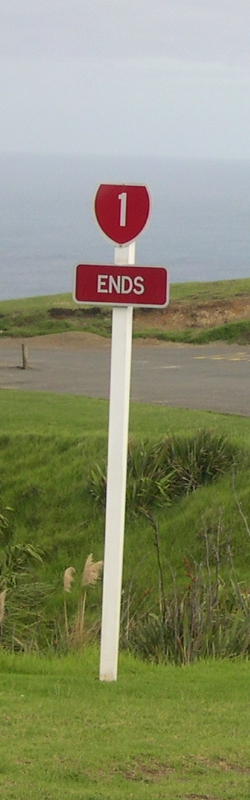
State Highway 1 am Cape Reinga / Te Rerenga Wairua und North Cape

Die Northland Region befindet sich im nördlichsten Teil der Nordinsel Neuseelands und bedeckt mit 12.498 km² reine Landfläche etwa 80 % der Northland Peninsula. Mit 151.692 im Jahr 2013 gezählten Einwohnern kommt die Region auf eine Bevölkerungsdichte von 12,1 Einwohner pro km². Der Regional Council gibt seine Landfläche mit 13.286 km² an. Darin enthalten sind allerdings die Wasserflächen, die in der allgemeinen Statistik des Department of Internal Affairs nicht mitgerechnet werden. Die höchste Erhebung stellt der Te Raupua mit 781 m dar, der größte Binnensee ist der Lake Ōmāpere und der längste Fluss der Wairoa River. Die Küste der Region erstreckt sich über rund 3200 km.
Northland ist im Westen von der Tasmansee und im Norden sowie Osten vom Pazifischen Ozean umgeben. Im Süden grenzt die Region an das Gebiet des Auckland Councils.
Die Westküste der Region verläuft bis auf wenige Ausnahmen geradlinig, während die Ostküste zerklüftet ist und zahlreiche Buchten und Naturhäfen aufweist. Zu den größten Naturhäfen zählen der Hokianga Harbour und der Kaipara Harbour an der Westküste und der Pārengarenga Harbour, der Rangaunu Harbour und der Whangārei Harbour an der Ostküste. Die nördlichste Punkte an der Küste der Region und damit gleichzeitig die nördlichsten Punkte der Hauptinseln Neuseeland stellen die Kaps Cape Reinga / Te Rerenga Wairua und North Cape dar.
Die mit Abstand größte Stadt der Region ist Whangārei mit rund 45.100 Einwohnern (Stand 2013). Sie ist gleichzeitig Sitz der Verwaltung der Region und des Whangarei Districts. Weitere nennenswerte Orte sind Dargaville im Kaipara District und Kaikohe im Far North District.
Northland besitzt insgesamt einen ländlichen Charakter und die Landschaft kann überwiegend als hügelig bezeichnet werden. Mehr als die Hälfte der Fläche wird land- oder forstwirtschaftlich genutzt. Von den ursprünglich ausgedehnten Kauri-Regenwäldern existieren nur noch Reste, wie der Waipoua Forest, da die Wälder in der Region vor allem im 19. Jahrhundert abgeholzt wurden.

### Klima
Das Klima der Region wird als subtropisch bezeichnet, mit milden Wintern und feuchtwarmen Sommern. Die Sommertemperaturen betragen im Mittel 15 bis 25 °C je nach Tageszeit und Ortslage, im Winter zwischen 8 und 15 °C entsprechend. Temperaturen über 30 °C sind möglich. Der jährlichen Niederschläge liegen je nach den örtlichen Gegebenheiten zwischen 1000 und 2000 mm und die Sonnenscheindauer um die 2000 Stunden auf das Jahr gerechnet, an der Ostküste sogar um die 2100 Stunden.
Da die Region in den Wintermonaten sehr selten Frost erfährt, nennen die Neuseeländer sie auch „The Winterless North“. Gelegentlich erreichen Ausläufer tropischer Zyklone Northland.

## Geschichte
Northland gilt sowohl für die Māori, als auch für die weißen europäischen Siedler als die „Wiege“ ihrer Siedlungsgeschichte. Den Legenden der Māori zufolge landete der polynesische Seefahrer Kupe vor etwa 1000 Jahren in Hokianga und viele Stämme sehen ihn als ihren direkten Vorfahren an. In Northland wurden einige der ältesten Spuren menschlicher Besiedlung in Neuseeland gefunden. Der britische Seefahrer und Entdecker James Cook landete 1769 an der Küste Northlands. Die ersten weißen Siedler kamen im späten 18. Jahrhundert und landeten zumeist in Northland und die ersten dauerhaften europäischen Siedlungen entstanden hier. In der Ortschaft Kerikeri befindet sich mit dem Kemp House das älteste erhaltene Gebäude Neuseelands. Besondere historische Bedeutung für ganz Neuseeland hat der am 6. Februar 1840 bei Waitangi unterzeichnete Vertrag von Waitangi, der als Gründungsurkunde des modernen Neuseeland gilt.

## Bevölkerung

### Bevölkerungsentwicklung
Im Jahr 2013 waren von den 151.692 Einwohnern der Region 44.928 Einwohner Māori-stämmig (29,6 %). Damit lebten 7,5 % der Māori-Bevölkerung des Landes in der Region Northland. Das durchschnittliche Einkommen in der Bevölkerung lag 2013 bei 23.400 NZ$ gegenüber 28.500 NZ$ im Landesdurchschnitt.

### Herkunft und Sprachen
Die Frage nach der Zugehörigkeit einer ethnischen Gruppe beantworteten in der Volkszählung 2013 75,7 % mit Europäer, 32,4 % gaben an, Māori-Wurzeln zu haben, 3,2 % kamen von den Inseln des pazifischen Raums und 2,8 % stammten aus Asien (Mehrfachnennungen waren möglich). 15,6 % der Bevölkerung gab an in Übersee geboren zu sein und 9,1 % der Bevölkerung sprachen Māori, unter den Māori 26,2 %.

## Politik

### Verwaltung
Die Region Northland besitzt einen Verwaltungsrat, der Regional Council genannt und von einem Chairman (Vorsitzenden) geführt wird. In dem Council sitzen neun gewählte Councillors (Ratsmitglieder), die sieben Constituencies (Wahlbezirke), Te Hiku, Hokianga-Kaihohe, Kaipara, Costal North, Costal Central, Costal South und Whāngārei Urban vertreten. Die Ratsmitglieder, die aus ihren Reihen den Vorsitzenden bestimmen, werden alle drei Jahre neu gewählt.
Des Weiteren ist die Region in drei Distrikte aufgeteilt:
- Far North District
- Kaipara District
- Whangarei District

Während die Regionalverwaltung für die Binnen- und Küstengewässer, für die Häfen, für Land, Luft, Erosion, Katastrophenschutz, Transportplanung und der regionale Entwicklung verantwortlich ist, sind die Verwaltungen der Distrikte für alle anderen Belange der Bürger zuständig und all die Angelegenheiten, die in einer Kommune geregelt werden müssen.

## Wirtschaft
Die wichtigsten Wirtschaftszweige in Northland sind die Land- und Forstwirtschaft, insbesondere Rinderzucht, Fischerei und der Anbau von Zitrusfrüchten. Nach der Abholzung des Großteiles der heimischen Wälder im späten 19. Jahrhundert entstanden neben landwirtschaftlichen Nutzflächen auch Forsten, die der Holzgewinnung dienen. Deswegen entstanden holzverarbeitende Fabriken, insbesondere zur Papierherstellung.
Die dritte Säule der regionalen Wirtschaft ist der Tourismus. Eine besonders wichtige Stellung nehmen hier die Bay of Islands und der historisch bedeutende Ort Kerikeri ein.
In der Nähe von Whangārei befindet sich Neuseelands einzige Ölraffinerie. Das Rohöl kommt zum Teil aus Neuseelands wichtigstem Ölfeld in der Region Taranaki und zum anderen Teil aus dem Nahen Osten.

## Infrastruktur

### Verkehr
Verkehrstechnisch erschlossen ist die Region durch den von Nord nach Süd verlaufenden und mit Auckland verbindenden New Zealand State Highway 1 und die State Highways 10, 11, 12, 14 und 1F, die allesamt Landesteile innerhalb der Region verbinden.

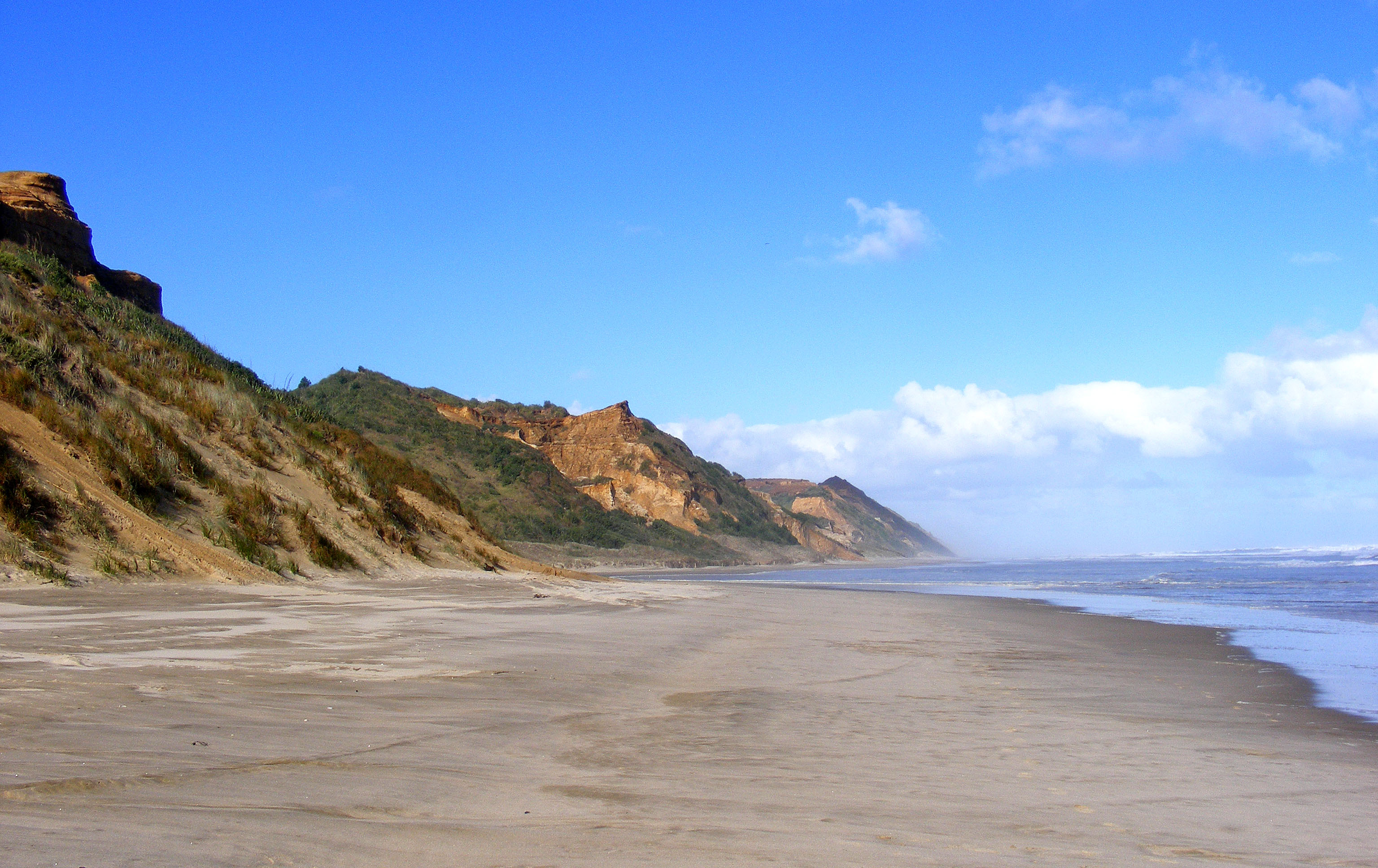
Ripiro Beach an der Westküste
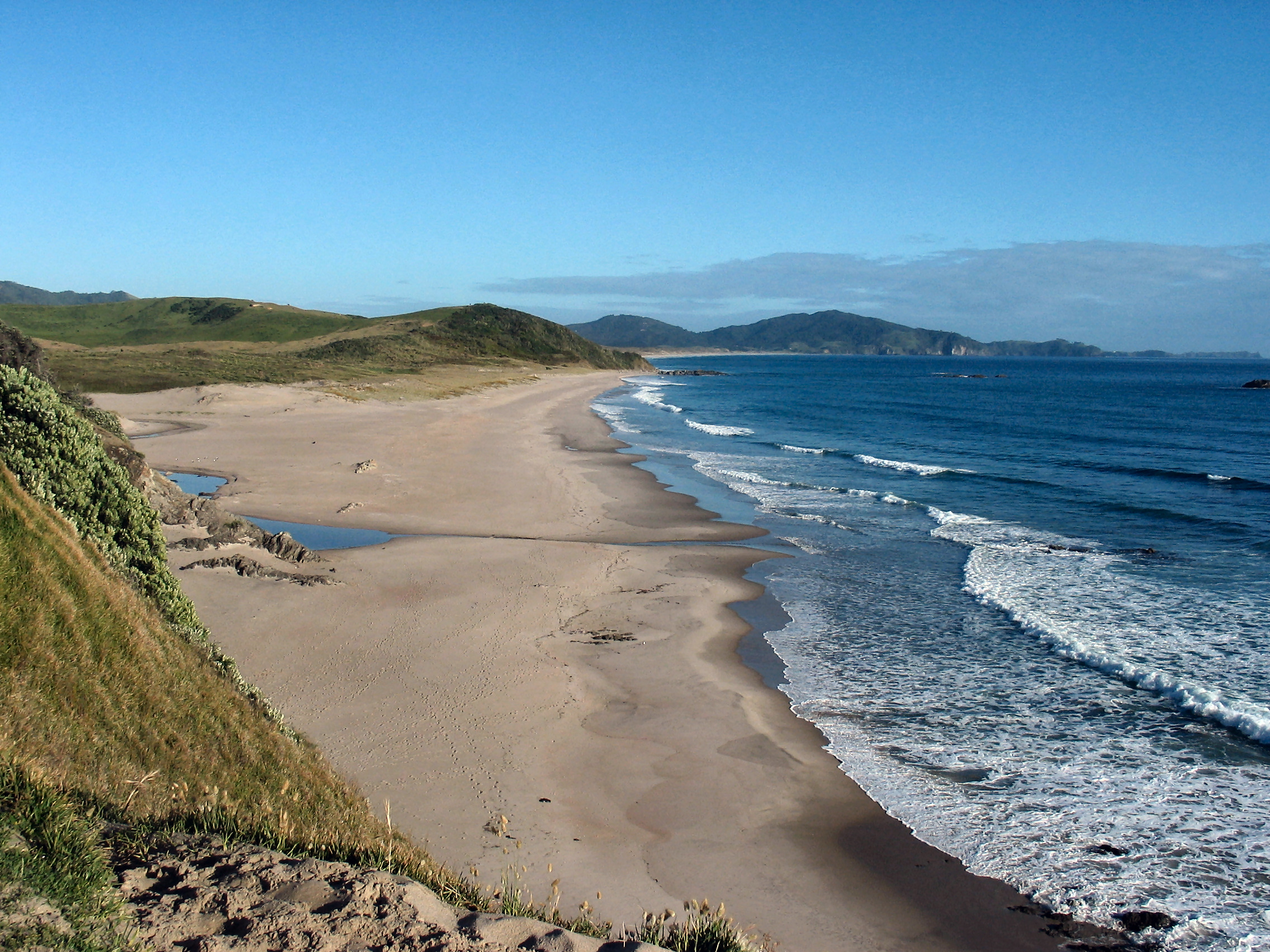
Ocean Beach an der Ostküste
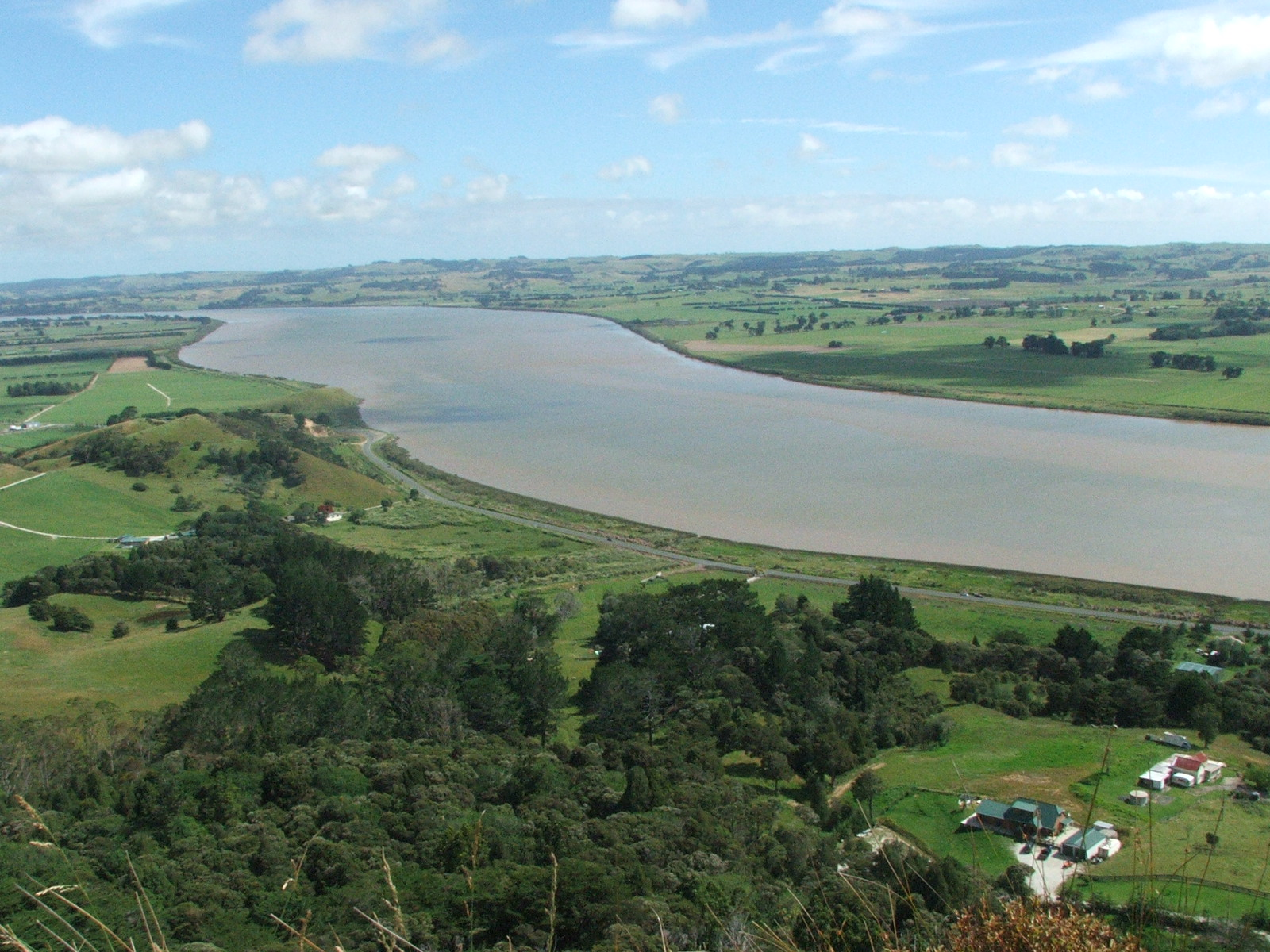
Wairoa River, längster Fluss der Region
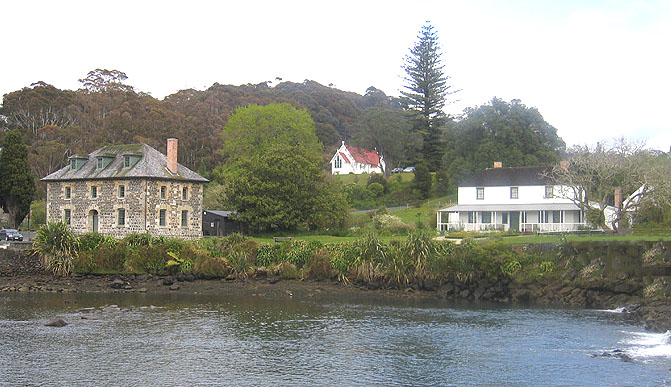
Das Kemp House (rechts) ist das älteste erhaltene Gebäude des Landes
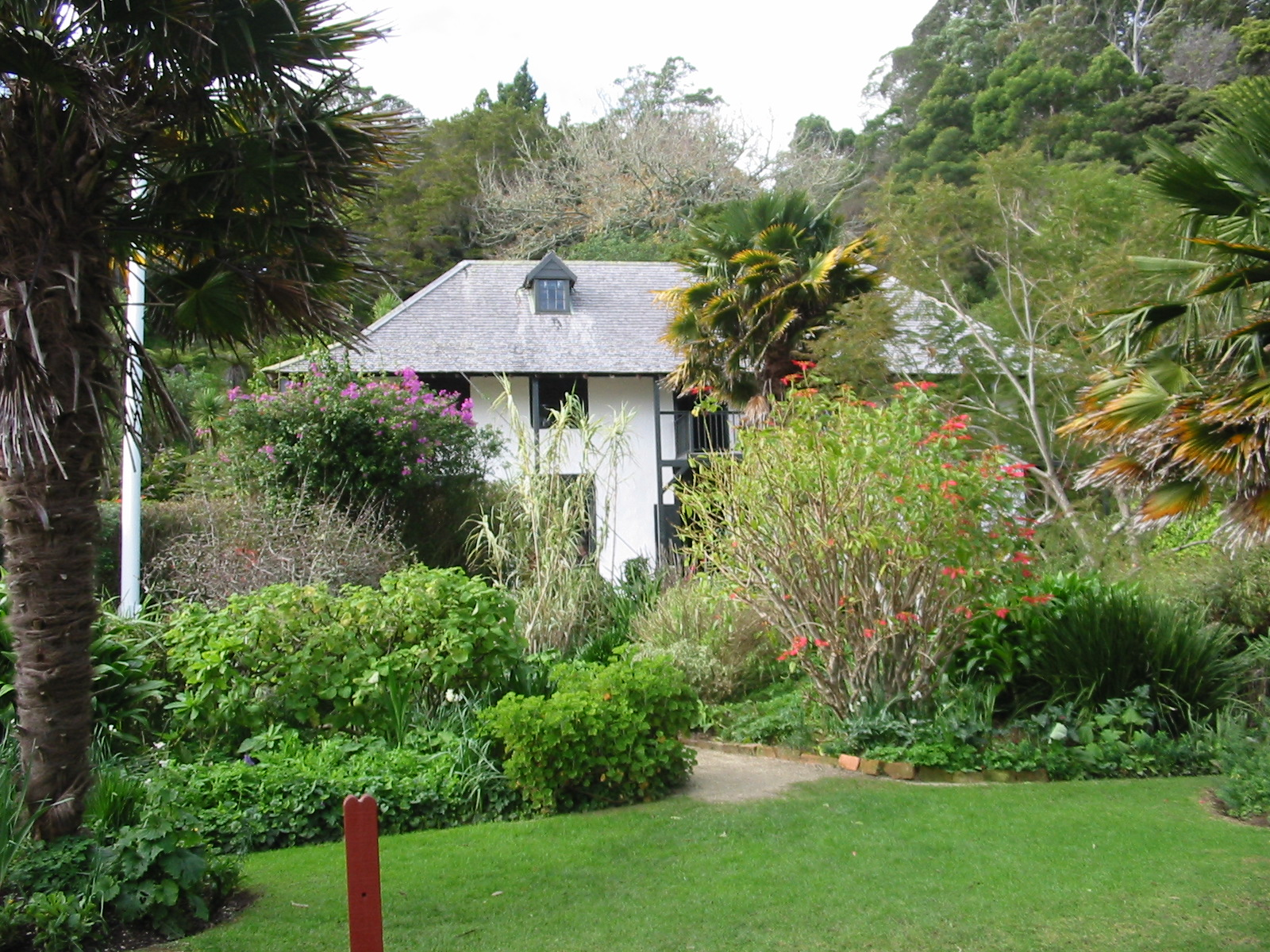
Pompallier House in Russel